# エーリッヒ・メンデ

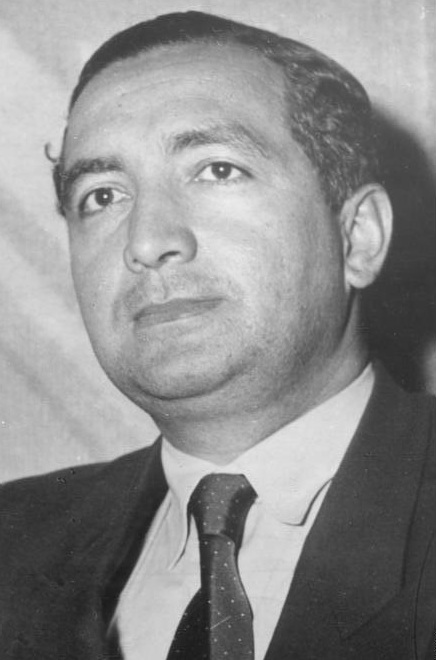
メンデ（1961年）

エーリッヒ・メンデ（Erich Mende, 1916年10月28日 - 1998年5月6日）は、ドイツ（西ドイツ）の政治家、法律家。自由民主党 (FDP) 党首を経て、ドイツキリスト教民主同盟 (CDU) に所属。1963年から1966年までルートヴィヒ・エアハルト内閣で全ドイツ問題相および副首相を務めた。

## 経歴

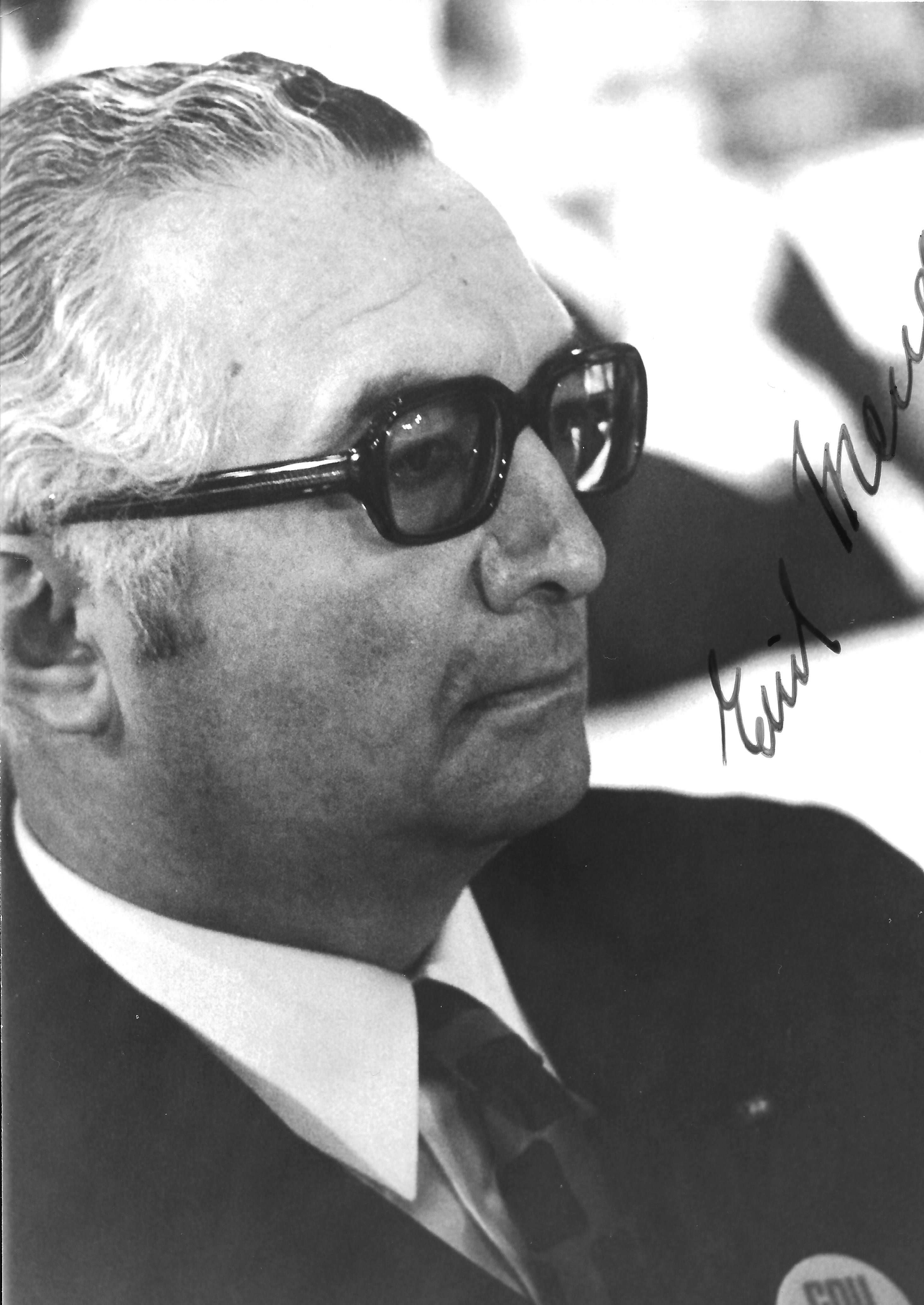
デュッセルドルフでのCDU連邦党大会にて (1971年)

シレジア地方グロース・シュトレーリッツに中央党市議会議員の息子として生まれる。1936年にアビトゥーア合格後、勤労義務を経てドイツ国防軍に入営、第二次世界大戦に従軍して少佐にまで昇進し、第102歩兵連隊長代行を務めた。終戦直前に騎士鉄十字勲章を受章し、戦後も公の場で着用した。イギリス軍の捕虜となったのち、ドイツ人追放の結果ルール地方に居を移し、ケルン大学とボン大学で法学を学んだ。1948年に第一次司法試験に合格。1949年に法学博士号を取得、ボン大学に講師として勤務する。
1946年に FDP に入党したが、本来は CDU を支持していた。同年2月に FDP のノルトライン＝ヴェストファーレン州事務局長に就任。1947年7月、党青年団組織の代表として執行部入りし、イギリス軍占領地区の FDP 代表に選出された。1948年、オプラーデン市市議会議員となる（1950年まで）。1949年にドイツ連邦議会選挙に初当選。同年党連邦執行部入りし、党の院内総務となる。1953年に党議員団副団長に就任。同年、ノルトライン＝ヴェストファーレン州の党地区副代表に、地区代表の意向に背いて立候補して当選。1956年には同州での CDU からドイツ社会民主党 (SPD) への連立相手組み替えに賛成した、いわゆる「青年トルコ党」グループの一員となり、FDP の分裂を招いた。1957年に連邦議会議員団長に就任。1960年に FDP 党首に就任した。
1961年のドイツ連邦議会選挙後、FDP は CDU のコンラート・アデナウアー首相続投に反対する声明を出した。結局 FDP は前言を翻して CDU との連立を続けたが、メンデは前言通りアデナウアー内閣への入閣を拒否して議員団長職に留まった。アデナウアー退陣後の1963年10月に成立したルートヴィヒ・エアハルト内閣には副首相・全ドイツ問題相として入閣した。しかし連立合意が崩壊した1966年10月に辞任し、エアハルト内閣を退陣に追い込んだ。大臣辞任後は海外投資企業のドイツ支社支配人や投資会社の経済問題弁護士も務めた。
1968年1月、党首選への不出馬を宣言し、後継党首にはヴァルター・シェール前経済協力相が選出された。SPD と FDP の連立からなるヴィリー・ブラント内閣でシェール外相が進める東方外交に反対して1970年10月に FDP を離党し、CDU に入党した。1980年に政界を引退。メンデは1949年の第一回ドイツ連邦議会選挙以来25年以上連続して議席を維持した10人（ルートヴィヒ・エアハルト、ゲアハルト・シュレーダー、フランツ・ヨーゼフ・シュトラウス、ヘルベルト・ヴェーナーら）のうちの一人である。
騎士鉄十字章のほか、ドイツ十字章金章、ドイツ連邦共和国功労勲章大十字章などを受章した。ボンで死去した。

## 家族
二度結婚し、三男一女をもうけた。長男ヴァルターはドイツ社会民主党の政治家になり、1994年から4年間、レーヴァークーゼン市長を務めた。

## 著作
- Das parlamentarische Immunitätsrecht in der Bundesrepublik Deutschland und ihren Ländern, Köln, 1950.（博士論文）
- Staatspolitische Aufsätze, Bonn, 1952.
- Die FDP – Daten, Fakten, Hintergründe, Stuttgart, 1972.
- Bilanz aus der Distanz. Ist der Parlamentarismus in einer Krise?, Hamburg, 1981.
- Das verdammte Gewissen. Zeuge der Zeit 1936–1945, Herbig 1982.
- Die neue Freiheit. Zeuge der Zeit 1945–1961, Herbig 1984.
- Von Wende zu Wende. Zeuge der Zeit 1962–1982, Herbig 1986.
- Der Annaberg und das deutsch-polnische Verhältnis, 2. Aufl., 1994